# Starla och juvelriddarna
Starla och juvelriddarna är en animerad TV-serie bestående av 26 avsnitt som ursprungligen visades på amerikansk TV mellan 1995 och 1996. Den visades också på Canal+, Filmnet och dåvarande TV 3.

## Handling
Prinsessan Starla måste tillsammans med sina två väninnor, ridande på enhörningar, stoppa den onda häxan Lady Kale i hennes jakt på de magiska juvelerna.